# Ulomyia chimganensis
Ulomyia chimganensis är en tvåvingeart som beskrevs av Jezek 1997. Ulomyia chimganensis ingår i släktet Ulomyia och familjen fjärilsmyggor. Inga underarter finns listade i Catalogue of Life.